# Oskar Djärv
Erik Oskar Djärv, född den 3 maj 1990 i Avesta, är en svensk triathlet som tävlar för ett svenskt proffslag, Race & Shine Proteam by Zengun.
Djärv har sin bakgrund inom längdskidåkningen, och har vunnit flera SM-medaljer sedan han började med triathlon 2010. Han tog sitt första SM-guld i triathlon 2016, vann SM-guld i stafett (2014 och 2015), och har bland flera fina segrar vunnit den anrika Sala Silverman. 
Han är en del av Svenska Triathlonförbundets landslagsverksamhet och har gjort flera insatser internationellt. 2018 gjorde han World Cup-debut i Kapstaden, Sydafrika, men har främst prioriterat tävlingar i Continental Cup. Där har han en 12:e-plats från Marocko (African Cup, 2018) och en 18:e-plats från Tønsberg (European Cup, 2016) som bäst. 
Djärv är även civilingenjör i Energisystem sedan sin examen 2015 vid Uppsala Universitet och Sveriges Lantbruksuniversitet.